# Pulau Ayer Merbau
Pulau Ayer Merbau est une île située au Sud de l'île principale de Singapour. 

## Géographie
Polder de Pulau Jurong, totalement industrialisée avec les structures de la raffinerie de Jurong, elle s'étend sur environ 2,5 km de longueur pour une largeur approximative de 860 m.